# Campeonato Europeo de Vóley Playa de 2000
El VIII Campeonato Europeo de Vóley Playa se celebró en Bilbao (España) entre el 24 y el 27 de agosto de 2000 bajo la organización de la Confederación Europea de Voleibol (CEV) y la Real Federación Española de Voleibol.

## Medallistas
| Evento    | Oro                                          | Plata                                 | Bronce                                               |
| --------- | -------------------------------------------- | ------------------------------------- | ---------------------------------------------------- |
| Masculino | Paul Laciga · Martin Laciga · Suiza          | Markus Egger · Sascha Heyer · Suiza   | Vegard Høidalen · Jørre Kjemperud · Noruega          |
| Femenino  | Laura Bruschini · Annamaria Solazzi · Italia | Jana Vollmer · Danja Müsch · Alemania | Debora Schoon-Kadijk · Rebekka Kadijk · Países Bajos |

## Medallero
| Núm. | País         | Oro | Plata | Bronce | Total |
| ---- | ------------ | --- | ----- | ------ | ----- |
| 1    | Suiza        | 1   | 1     | 0      | 2     |
| 2    | Italia       | 1   | 0     | 0      | 1     |
| 3    | Alemania     | 0   | 1     | 0      | 1     |
| 4    | Noruega      | 0   | 0     | 1      | 1     |
| 4    | Países Bajos | 0   | 0     | 1      | 1     |
|      | TOTAL        | 2   | 2     | 2      | 6     |